# Festival de la Cançó d'Eurovisió 2008

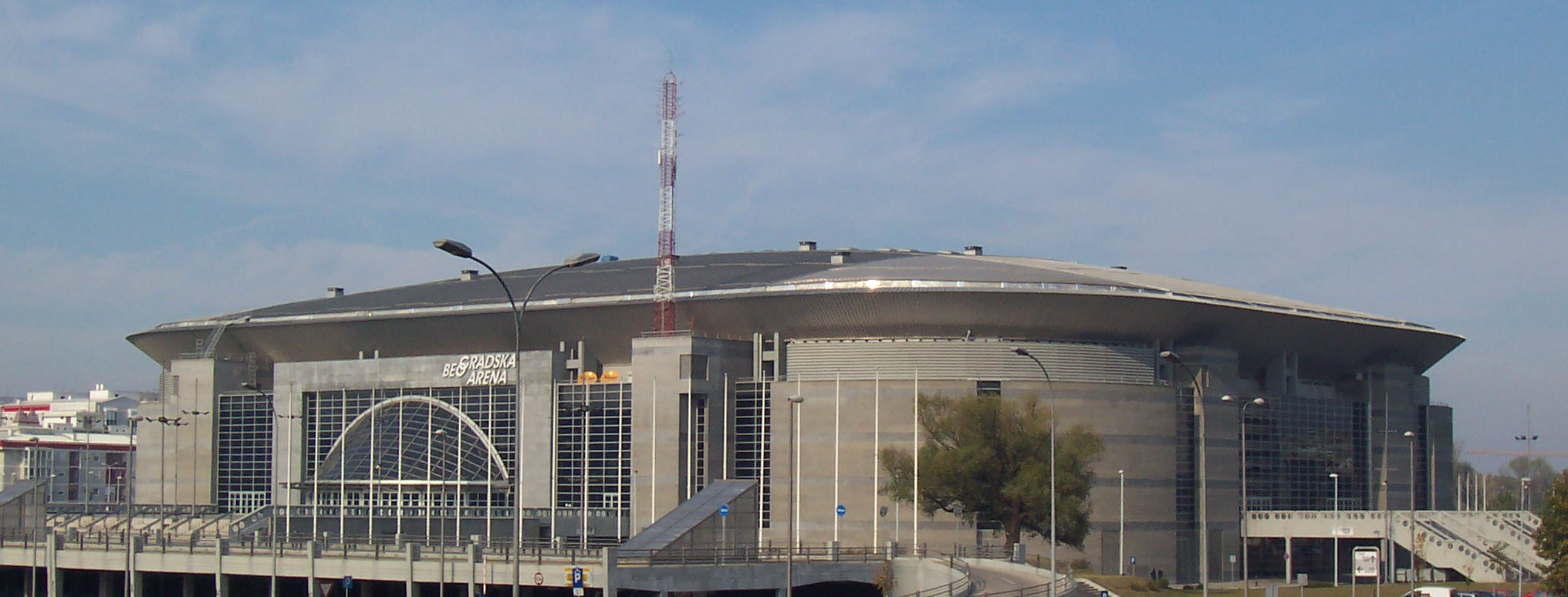
Vista del Beogradska Arena a Belgrad, la capital de Sèrbia.

El Festival de la Cançó d'Eurovisió 2008 fou la 53a edició d'aquest esdeveniment musical i el guanyador fou Dima Bilan amb la cançó Believe, representant Rússia.
La data de la final fou el 24 de maig de 2008 i tingué lloc al Beogradska Arena de Belgrad, (Sèrbia). Aquest país balcànic acollia aquesta edició gràcies al fet que la seva representant Marija Serifovic va guanyar l'edició de 2007 a Hèlsinki amb la cançó Molitva (Pregària, en serbocroat).
L'edició de 2008 comptà amb dues semifinals a causa de l'increment de participants; aquesta decisió es va prendre a la cimera que la UER va celebrar a la ciutat italiana de Verona el setembre de 2007. També es va acordar que de cada semifinal el públic escolliria per televot nou finalistes, mentre que el desè l'escollirien els jurats de reserva dels països participants. El Grup de Referència de l'organisme europeu va proposar que la primera semifinal se celebrés el 20 de maig de 2008 i la segona semifinal el 22 de maig de 2008, i que el sorteig de la composició de les dues semifinals es realitzés el 28 de gener de 2008, agrupant els diferents països en sis pots segons la seva distribució geogràfica i les seves tendències a l'hora de votar, en un clar intent de disminuir l'impacte del vot regional i immigrant, tan criticat a l'edició de 2007.
De tota manera, l'anomenat 'Big Four' (els quatre principals contribuents de la UER: França, Alemanya, Espanya i el Regne Unit) mantingueren el dret de disputar directament la final, així com el país amfitrió (Sèrbia). Els altres participants van haver de passar per una de les dues semifinals.

## Països participants

Països participants que es van classificar per a la final.
Països participants que no es van classificar per a la final.
Països que hi van participar al passat però no el 2008.

La següent taula recull la llista definitiva dels 43 països participants en el Festival de Belgrad de 2008, confirmada per la UER el 21 de desembre de 2007. Destaquen els debuts de l'Azerbaidjan i de San Marino, així com la retirada d'Àustria, que s'uneix als altres quatre països que abandonaren el Festival per raons polítiques i/o econòmiques els darrers anys.
| País                 | Ens televisiu                                                                                    | Plans per Eurovisió 2008 | Candidats proposats |
| -------------------- | ------------------------------------------------------------------------------------------------ | --- | --- |
| Albània              | RTVSh (Radio Televizioni Shqiptar) - Semifinal 2                                                 | Albània va seleccionar la seva representant al tradicional Festivali i Këngës, que es va celebrar el 16 de desembre de 2007. En aquest festival, tot i ser televisat, el guanyador és escollit exclusivament per un jurat i no per l'audiència. | Olta Boka, guanyadora del darrer Festivali i Këngës, representà Albània al Festival de 2008 amb la cançó Zemrën e lamë peng.                                |
| Alemanya             | NDR (Norddeutscher Rundfunk) - Votarà a la Semifinal 1                                           | La NDR va decidir ampliar el seu tradicional certamen de selecció anomenat Grand Prix Vorentscheid de tres a cinc participants. Aquest certamen va tindre lloc el 6 de març de 2008. Com a membre del 'Big Four', està classificada directament per a la final. | No Angels representaren Alemanya al Festival de 2008 amb la cançó Disappear.                                                                                |
| Andorra              | RTVA (Ràdio i Televisió d'Andorra) - Semifinal 1                                                 | L'ens públic d'Andorra va anunciar oficialment el 7 de desembre de 2007 l'artista escollida internament per representar el Principat al Festival. La cançó va ser presentada públicament el 26 de febrer de 2008. | Gisela representà Andorra al Festival de 2008 amb la cançó Casanova.                                                                                        |
| Armènia              | ARMTV (Armenia TV) - Semifinal 1                                                                 | La ARMTV va anunciar el 14 de novembre de 2007 la cantant que havia escollit internament per representar Armènia al Festival. La cançó que interpretarà va ser seleccionada pel públic d'entre cinc cançons que enviaren diversos compositors i que l'artista va cantar durant un especial televisiu el 8 de març de 2008. | Sirusho representà Armènia al Festival de 2008 amb la cançó Qele qele.                                                                                      |
| Azerbaidjan          | ITV (Ictimai TV) - Semifinal 1                                                                   | L'ens públic azerià AzTV va ser rebutjat com a membre de la UER el 15 de juny de 2007, però, sorprenentment, un altre ens anomenat Ictimai TV, va ser admès durant la cimera de la UER celebrada a Turquia el 5 de juliol de 2007. Aquest ens va confirmar el debut d'aquest país pel 2008 i va organitzar una preselecció televisada de tres candidats el 2 de febrer de 2008, on un jurat va escollir únicament l'intèrpret. Aquest va anunciar el 8 de febrer de 2008 la cançó que portaria al Festival, que finalment seria cantada en un duet.                                                                                     | Elnur Hüseynov i Samir Javadzadeh representaren Azerbaidjan al Festival de 2008 amb la cançó Day after day.                                                 |
| Bèlgica              | VRT (Vlaamse Radio- en Televisieomroep) - Semifinal 1                                            | La televisió flamenca va prendre el relleu després de la participació de la RTBF valona el 2007. Com és habitual en aquest ens, la VRT va organitzar un concurs de selecció anomenat Eurosong, la final del qual va tindre lloc el 9 de març de 2008. | Ishtar representà Bèlgica al Festival de 2008 amb la cançó O julissi.                                                                                       |
| Belarús              | BTRC (Belaruskaja Tele-Radio Campanjia) - Semifinal 2                                            | La BTRC tornà a utilitzar el seu certamen anomenat EuroFest per seleccionar el seu representant. En aquesta ocasió, quinze artistes van participar en la ronda preliminar del 21 de desembre de 2007 i quatre van ser escollits per a la final de l'esmentada preselecció, que va tenir lloc el 21 de gener de 2008. | Ruslan Alehno representà Belarús al Festival de 2008 amb la cançó Hasta la vista.                                                                           |
| Bòsnia i Hercegovina | RTVBiH (Radio TV Bosna i Hercegovina) - Semifinal 1                                              | Un comitè de la RTVBiH va decidir internament, el 27 de desembre de 2007, l'artista i la cançó que representarien el país balcànic al Festival. La cançó va ser presentada públicament el 3 de març de 2008. | Laka representà Bòsnia i Hercegovina al Festival de 2008 amb la cançó Pokusaj.                                                                              |
| Bulgària             | BNT (Bâlgarska Nationalna Televizija) - Semifinal 2                                              | Bulgària va engegar una preselecció televisada (anomenada Euro-BG-Vision) que constava d'una sèrie de semifinals per escollir els nou artistes que disputarien la final. A més, la Televisió Nacional de Bulgària va convidar tres artistes de renom que completaren la final de dotze participants, que va tenir lloc el 23 de febrer de 2008. | Deep Zone & Balthazar representaren Bulgària al Festival de 2008 amb la cançó DJ, take me away.                                                             |
| Croàcia              | HRT (Hrvatska Radiotelevizija) - Semifinal 2                                                     | Croàcia va tornar a seleccionar el seu representant al seu tradicional festival anomenat DORA, que aquest any estrenava una nova fórmula. La final va tindre lloc el 23 de febrer de 2008. | Kraljevi Ulice & 75 Cents representaren Croàcia al Festival de 2008 amb la cançó Romanca.                                                                   |
| Dinamarca            | DR (Danmarks Radio) - Semifinal 2                                                                | Dinamarca va celebrar la seva preselecció tradicional, el Melodi Grand Prix, el 2 de febrer de 2008. | Simon Mathew, guanyador del Melodi Grand Prix, representà Dinamarca al Festival de 2008 amb la cançó All night long.                                        |
| Eslovènia            | RTVSLO (Radiotelevizija Slovenija) - Semifinal 1                                                 | Eslovènia va seleccionar el seu representant al seu tradicional festival anomenat EMA (Evrovizijska MelodijA), que es va celebrar el 3 de març de 2008. | Rebeka Dremelj representà Eslovènia al Festival de 2008 amb la cançó Vrag naj vzame.                                                                        |
| Espanya              | TVE (Televisión Española) - Votarà a la Semifinal 1                                              | TVE no va repetir la fórmula emprada al 2007, el programa de selecció Misión Eurovisión. Va engegar, en canvi, una preselecció per internet a través del portal MySpace per escollir els deu finalistes que lluitarien per convertir-se en el representant espanyol. La selecció final es va realitzar per televot durant l'especial Salvemos Eurovisión, que va tindre lloc el 8 de març de 2008. Com a membre del 'Big Four', Espanya està classificada directament per a la final. | Rodolfo Chikilicuatre, interpretat per David Fernández Ortiz representà Espanya al Festival de 2008 amb la cançó Baila el Chiki Chiki.                      |
| Estònia              | ETV (Eesti TV) - Semifinal 1                                                                     | Estònia va emprar la seva tradicional fórmula de selecció, el festival anomenat Eurolaul, però introduint alguns canvis en el seu format. Aquest certamen va tindre lloc el 2 de febrer de 2008. | Kreisiraadio, guanyadors de l'Eurolaul, representaren Estònia al Festival de 2008 amb la cançó Leto svet.                                                   |
| Finlàndia            | YLE (Yleisradio) - Semifinal 1                                                                   | L'ens finlandès va tornar a seleccionar el seu representant al seu festival anomenat Laulukilpaulu Suomen Karsinta, que va tindre lloc l'1 de març de 2008. | Teräsbetoni representaren Finlàndia al Festival de 2008 amb la cançó Missä miehet ratsastaa.                                                                |
| França               | France Télévisions - Votarà a la Semifinal 2                                                     | França va escollir internament l'artista i la cançó que la representarien el 2008. L'anunci oficial es va realitzar el 7 de març de 2008. Com a membre del 'Big Four', està classificada directament per a la final. | Sébastien Tellier representà França al Festival de 2008 amb la cançó Divine.                                                                                |
| Geòrgia              | GTVR (Georgia TV & Radio) - Semifinal 2                                                          | Geòrgia va organitzar una preselecció televisada amb dotze aspirants l'1 de març de 2008. | Diana Gurtskaya representà Geòrgia al Festival de 2008 amb la cançó Peace will come.                                                                        |
| Grècia               | ERT (Elliniki Radiophonia Tileorassi) - Semifinal 1                                              | La televisió pública de Grècia va optar en primera instància per escollir internament l'artista que representés el país hel·lènic al Festival, però a causa de desacords de darrera hora, finalment va organitzar una preselecció televisada amb tres candidats, tal com ja va fer el 2007. Aquesta preselecció va tindre lloc el 27 de febrer de 2008. | Kalomoira representà Grècia al Festival de 2008 amb la cançó Secret combination.                                                                            |
| Hongria              | MTV (Magyar Televizió) - Semifinal 2                                                             | La MTV va organitzar una preselecció televisada per escollir el representant hongarès. Aquesta preselecció va tindre lloc el 8 de febrer de 2008. | Csézy representà Hongria al Festival de 2008 amb la cançó Candlelight.                                                                                      |
| Irlanda              | RTÉ (Radio Telefís Éireann) - Semifinal 1                                                        | La RTÉ va anunciar que recuperaria el sistema de selecció televisada, després d'una dècada de seleccionar internament els seus representants. Així, el 23 de febrer de 2008 va tindre lloc l'esmentat certamen, anomenat Eurosong 2008. | Dustin the Turkey representà Irlanda al Festival de 2008 amb la cançó Irelande, douze points.                                                               |
| Islàndia             | RUV (Rikisútvarpid) - Semifinal 2                                                                | Islàndia va engegar un llarg procés de preselecció, celebrant un total d'onze xous per escollir els onze semifinalistes que, juntament amb un repescat, disputarerien quatre semifinals per aconseguir una de les vuit places per a la final del seu certamen de selecció anomenat Laugardagslögin. La final va tindre lloc el 23 de febrer de 2008. | Euroband representà Islàndia al Festival de 2008 amb la cançó This is my life.                                                                              |
| Israel               | IBA (Israel Broadcasting Authority) - Semifinal 1                                                | L'ens públic israelià, d'acord amb la cadena privada Israeli Channel 2, va anunciar el 14 de novembre de 2007 el cantant que havia escollit internament per representar Israel el 2008. L'artista va ser seleccionat d'entre els finalistes del concurs tipus acadèmia d'estrelles anomenat Kohav Nolad. Les dues cadenes de televisió coproduïren una preselecció televisada anomenada KDAM, el 25 i 26 de febrer de 2008, on el públic i un jurat expert escolliren la cançó que interpretarà al Festival, d'entre cinc cançons enviades per diversos compositors.                                                                    | Boaz Mauda, guanyador de la cinquena edició del concurs Kohav Nolad, representà Israel al Festival de 2008 amb la cançó Ke'ilo kan (The fire in your eyes). |
| Letònia              | LTV (Latvijas Televizija) - Semifinal 2                                                          | Latvijas Televizija va emprar la seva preselecció televisada habitual coneguda com a Eirodziesma. La final es va disputar l'1 de març de 2008. | Pirates of the Sea representaren Letònia al Festival de 2008 amb la cançó Wolves of the sea.                                                                |
| Lituània             | LRT (Lietuvos Radijas ir Televizija) - Semifinal 2                                               | L'ens lituà ha mantingut el format emprat els darrers anys, el programa anomenat Nacionalines Atrankos, la final del qual va tindre lloc el 2 de febrer de 2008. | Jeronimas Milius representà Lituània al Festival de 2008 amb la cançó Nomads in the night.                                                                  |
| ARI de Macedònia     | MKRTV (Makedonija Radio TV) - Semifinal 2                                                        | L'antiga república iugoslava de Macedònia va seleccionar el seu representant en una preselecció televisada, anomenada SkopjeFest, que va tindre lloc el 23 de febrer de 2008. | Tamara, Vrčak & Adrian representaren l'ARI de Macedònia al Festival de 2008 amb la cançó Let me love you.                                                   |
| Malta                | TVM (Television of Malta) - Semifinal 2                                                          | Malta va confirmar la seva participació per 2008, tot i l'escàndol que les votacions de 2007 van causar en el país i les amenaces de retirada que es van publicar a diversos mitjans. La TVM va anunciar que seleccionaria el seu representat a l'edició del Malta Song for Europe, que va tindre lloc el 26 de gener de 2008. | Morena, guanyadora del Malta Song for Europe, representà Malta al Festival de 2008 amb la cançó Vodka.                                                      |
| Moldàvia             | TRM (Teleradio Moldova) - Semifinal 1                                                            | La TRM moldava va escollir dotze artistes per competir en una preselecció televisada el 9 de febrer de 2008, on el representant moldau va ser seleccionat per un jurat del propi ens, un altre jurat d'experts musicals i pel televot de l'audiència, assignant cadascú un terç de la puntuació final. | Geta Burlacu representà Moldàvia al Festival de 2008 amb la cançó A century of love.                                                                        |
| Montenegro           | RTCG (Radiotelevizija Crne Gore) - Semifinal 1                                                   | La RTCG va anunciar que, després de debatre intensament sobre la conveniència o no de participar en el Festival de 2008, havia confirmat la seva participació a la UER el darrer dia habilitat per fer-ho, el 15 de novembre de 2007. Aquell any, Montenegro tornà a emprar la seva preselecció anomenada Montenegrosong, però en dues fases separades: una televisada per escollir l'artista, que va tindre lloc el 27 de gener de 2008, i l'altra per escollir la cançó, que es va realitzar internament. La presentació pública de la cançó es va fer el 8 de març de 2008.                                                          | Stefan Filipovic representà Montenegro al Festival de 2008 amb la cançó Zauvijek volim te.                                                                  |
| Noruega              | NRK (Norsk Rikskringkasting) - Semifinal 1                                                       | Com és tradicional en aquest país, el públic va seleccionar el seu representant al tradicional festival televisiu anomenat Melodi Grand Prix, la final del qual es va celebrar el 9 de febrer de 2008. | Maria Haukaas Storeng representà Noruega al Festival de 2008 amb la cançó Hold on, be strong.                                                               |
| Països Baixos        | NOS (Nederlandse Omroep Stichting) - Semifinal 1                                                 | Tal com va fer el 2007, la NOS va seleccionar internament una artista, i aquesta va escollir la cançó que interpretaria al Festival. L'anunci oficial de la cantant escollida va ser el 23 de novembre de 2007. La cançó va ser presentada públicament el 7 de març de 2008. | Hind representà els Països Baixos al Festival de 2008 amb la cançó Your heart belongs to me.                                                                |
| Polònia              | TVP (Telewizja Polska) - Semifinal 1                                                             | Polònia va seleccionar el seu representant a través de la seva tradicional preselecció televisada anomenada Piosenka dla Europy, que va tindre lloc el 23 de febrer de 2008. | Isis Gee representà Polònia al Festival de 2008 amb la cançó For life.                                                                                      |
| Portugal             | RTP (Radiotelevisão Portuguesa) - Semifinal 2                                                    | L'ens portuguès tornà a emprar com a preselecció el seu habitual Festival da Cançao, però introduint canvis per potenciar la participació d'artistes amb un cert èxit, i no només amateurs com solia ser habitual en aquest esdeveniment, que va tindre lloc el 9 de març de 2008. | Vânia Fernandes representà Portugal al Festival de 2008 amb la cançó Senhora do mar.                                                                        |
| Regne Unit           | BBC (British Broadcasting Corporation) - Votarà a la Semifinal 2                                 | El Regne Unit va confirmar la seva participació per 2008, tot i les controvèrsies respecte a les votacions del Festival de 2007, que van provocar que fins i tot es fes un debat a la Càmera dels Comuns sobre si la BBC hauria de retirar-se del Festival. Finalment, i en bona part a causa del gran índex d'audiència que va enregistrar la final de 2007, el Regne Unit no es retirà i, com a membre del 'Big Four', a més, ja està classificat directament per a la final de 2008. Finalment, l'ens va emprar un nou format de preselecció televisada anomenat Eurovision - Your decision, que va tindre lloc l'1 de març de 2008. | Andy Abraham representà el Regne Unit al Festival de 2008 amb la cançó Even if.                                                                             |
| Txèquia              | CT (Ceská Televize) - Semifinal 2                                                                | La CT ha tornat a emprar la seva preselecció televisada anomenada Eurosong per escollir el seu representant. Aquest esdeveniment va tindre lloc el 26 de gener de 2008. | Tereza Kerndlová representà la República Txeca al Festival de 2008 amb la cançó Have some fun.                                                              |
| Romania              | TVR (Televiziune Româna) - Semifinal 1                                                           | La TVR va decidir finalment utilitzar de nou el sistema de selecció emprat els darrers anys i organitzà una preselecció televisada, anomenada Selectia Nationala, la final de la qual va tindre lloc el 23 de febrer de 2008. | Nico & Vlad representaren Romania al Festival de 2008 amb la cançó Pe o margine de lume.                                                                    |
| Rússia               | Rússia 1 (Rossija TV Radio) - Semifinal 1                                                        | Rússia 1 pren el relleu de la C1R com a ens encarregat de seleccionar el representant rus per al Festival. Aquest ens va organitzar una preselecció televisada el 9 de març de 2008. | Dima Bilan representà Rússia al Festival de 2008 amb la cançó Believe.                                                                                      |
| San Marino           | SMRTV (San Marino Radiotelevisione) - Semifinal 1                                                | San Marino debutarà al Festival el 2008, segons va confirmar el seu ens públic. L'ens va dur a terme una selecció interna de l'intèrpret i la cançó, que van ser escollits per un jurat expert presidit pel popular cantant italià Little Tony. La decisió del jurat es va anunciar l'11 de març de 2008, i la cançó es va presentar públicament el 15 de març de 2008. | Miodio representaren San Marino al Festival de 2008 amb la cançó Complice.                                                                                  |
| Sèrbia               | RTS (Radiotelevizija Srbije) - Votarà a la Semifinal 2                                           | Sèrbia, com a guanyadora del Festival de 2007, acollí a Belgrad l'edició de 2008 i participà directament a la final. La RTS va seleccionar el seu representant a través del seu festival anomenat Beovizija, que es va celebrar el 10 de març de 2008. | Jelena Tomasevic representà Sèrbia al Festival de 2008 amb la cançó Oro.                                                                                    |
| Suècia               | SVT (Sveriges Television) - Semifinal 2                                                          | Com és habitual des de la dècada de 1950, el representant suec al Festival és el guanyador del popular Melodifestivalen, la final del qual es va celebrar el 15 de març de 2008. | Charlotte Perrelli representà Suècia al Festival de 2008 amb la cançó Hero.                                                                                 |
| Suïssa               | SF (Schweizer Fernsehen) - Semifinal 2                                                           | L'ens suís ha seleccionat internament tant el seu representant com la cançó que aquest interpretarà al Festival. El 27 de novembre de 2007 va anunciar oficialment el cantant escollit i el títol de la cançó triada, que va ser presentada públicament el 12 de gener de 2008. | Paolo Meneguzzi representà Suïssa al Festival de 2008 amb la cançó Era stupendo.                                                                            |
| Turquia              | TRT (Türkiye Radyo-Televizyon) - Semifinal 2                                                     | L'ens turc va anunciar el 10 de desembre de 2007 la banda escollida internament per representar el país al Festival. La cançó va ser presentada públicament el 15 de febrer de 2008. | Mor ve Ötesi representà Turquia al Festival de 2008 amb la cançó Deli.                                                                                      |
| Ucraïna              | Companyia Nacional de Televisió Ucraïnesa (NTU, Natsionalna Telekompanija Ukraïny) - Semifinal 2 | L'ens públic d'Ucraïna va escollir internament la seva representant, tal com ho havia fet en altres anys. Així, la Companyia Nacional de Televisió Ucraïnesa va comunicar el 21 de desembre de 2007 el nom de la cantant, i va anunciar que la cançó seria escollida d'entre sis propostes, en una preselecció televisada el 23 de febrer de 2008. | Ani Lorak representà Ucraïna al Festival de 2008 amb la cançó Shady lady.                                                                                   |
| Xipre                | CyBC (Cyprus Broadcasting Corporation) - Semifinal 2                                             | A diferència de 2007, que va escollir internament el seu representant, l'ens xipriota va organitzar una preselecció televisada el 12 de gener de 2008, anomenada A song for Europe, per escollir la cançó i la seva intèrpret. | Evdokia Kadi representà Xipre al Festival de 2008 amb la cançó Femme fatale.                                                                                |

## Països que no hi participen el 2008
Els següents cinc països van participar, alguns durant molts anys, al Festival de la cançó i, exceptuant Eslovàquia, tots van guanyar en alguna ocasió. Aquests països van abandonar el Festival per diverses causes i, malgrat els esforços realitzats per la UER, han decidit mantenir-se al marge per temps indefinit. Això no implica que no puguin retornar el 2009, ja que en el passat altres països com Dinamarca, Malta o Hongria van absentar-se del Festival durant uns quants anys i al final varen tornar a participar.
- Àustria: L'ORF va anunciar que no participaria el 2008 a causa de la seva insatisfacció amb el sistema actual que, segons l'ens, està massa polititzat i no valora la qualitat musical. L'ens austríac ja s'havia retirat prèviament el 2006 per raons semblants, però havia tornat a participar el 2007, assolint un pobre resultat (27è a la semifinal). Com en el cas de Mònaco, Àustria deixa la porta oberta a un possible retorn si els canvis introduïts en el format del Festival satisfan les seves expectatives.
- Eslovàquia: Aquest país va deixar de participar el 1998 a causa dels pobres resultats assolits en les tres edicions en què van prendre part. La STV havia manifestat recentment el seu desig de retornar-hi, animada pel debut de la veïna República Txeca el 2007, però va confirmar que no ho faria el 2008 a causa dels greus problemes de pressupost de l'ens que impedeixen pagar els costos de participació. No obstant això, deixa la porta oberta a un immediat retorn tan bon punt millori la seva situació econòmica.
- Itàlia: La RAI no participa en el Festival des de 1997, encara que ja havia deixat de participar anualment el 1993. La UER ha mantingut els darrers anys constants negociacions amb l'ens italià perquè es replantegés la seva participació en el Festival, oferint-li el mateix estatus que tenen els països del 'Big Four', però la RAI continuava considerant que el Festival ja no tenia cap interès per al públic italià. El debut de San Marino, l'ens públic del qual està controlat en un 50% per directius de la RAI, s'ha interpretat com un gest de l'ens italià per a un possible retorn d'Itàlia, que dependrà en gran manera de l'èxit que tingui San Marino al Festival de 2008.
- Luxemburg: El Gran Ducat no participa en el Festival des de 1993, tot i que acumula cinc victòries d'anteriors edicions. A causa de la privatització que va patir el seu ens públic (RTL), aquest va deixar de participar a partir de 1994 i no ha mostrat cap interès a retornar a la competició. Un nou ens, Tango TV, sí que va mostrar recentment el seu interès per enviar un representant luxemburguès al Festival però, primer a causa de la seva delicada situació econòmica, i segon perquè no és membre de la UER, aquesta iniciativa no va prosperar. L'OGAE d'aquest país va organitzar una trobada amb mitjans de comunicació, el 22 de setembre de 2007, per atreure l'atenció sobre el desig de molts fans luxemburguesos de tornar a participar en el Festival; malgrat tot, dels cinc països que han renunciat al Festival, Luxemburg és considerat com el que té menys probabilitats de retornar en un futur pròxim a causa de la manca d'un ens televisiu que se'n faci responsable.
- Mònaco: La TMC ha confirmat que no retornaria al Festival pel 2008, després de retirar-se abans de l'edició de 2007 per la falta d'expectatives d'èxit que, segons l'ens monegasc, té el Principat amb l'actual format del Festival. Amb tot, l'ens públic monegasc ha deixat la porta oberta a un possible retorn per 2009 si els canvis introduïts al format del Festival solucionen els problemes que segons la TMC fan inapropiada la participació de Mònaco.

## Altres països membres de la UER
Els següents països són membres actius de la UER i teòricament podrien participar en el Festival, però a causa de les actuals circumstàncies polítiques, econòmiques i culturals, no són considerats com participants habituals o potencials del concurs de la cançó. Només el Marroc va participar un cop, el 1980, i des de llavors no ha tornat a mostrar un interès real en participar-hi. A més, recentment es va engegar un projecte per impulsar un format semblant al Festival de la UER, destinat als països àrabs que, en cas de fer-se realitat, podria apartar definitivament aquests països del Festival.
- Algèria: No ha participat mai per raons polítiques, tot i ser membre actiu de la UER.
- Egipte: No ha participat mai per raons polítiques, tot i ser membre actiu de la UER.
- Jordània: No ha participat mai per raons polítiques, tot i ser membre actiu de la UER.
- Líban: Sancionada fins al 2009.
- Líbia: No ha participat mai per raons polítiques, tot i ser membre actiu de la UER.
- Marroc: Va participar el 1980, però no ha tornat a fer-ho per raons polítiques.
- Tunísia: No ha participat mai per raons polítiques, encara que el 1977 va anunciar que hi participaria.

Finalment, cal puntualitzar que la Ciutat del Vaticà, tot i ser membre de la UER, no té televisió pública, així com el Principat de Liechtenstein, que ni tan sols és membre de la UER; aquest fet, òbviament, impedeix la seva participació en el Festival de la cançó.

### Primera semifinal. 20 de maig de 2008
| Nº | País                 | Intèrpret(s)                      | Cançó                    | Posició | Pts |
| -- | -------------------- | --------------------------------- | ------------------------ | ------- | --- |
| 01 | Romania              | Nico y Vlad Miriţă                | Pe-o margine de lume     | 7       | 94  |
| 02 | Noruega              | Maria Haukaas Storeng             | Hold on, be strong       | 4       | 106 |
| 03 | Irlanda              | El pavo Dustin junto a Kitty B    | Irelande, douze pointe   | 16      | 22  |
| 04 | Eslovènia            | Rebeka Dremelj                    | Vrag naj vzame           | 11      | 36  |
| 05 | Andorra              | Gisela                            | Casanova                 | 15      | 22  |
| 06 | Finlàndia            | Teräsbetoni                       | Missä miehet ratsastaa   | 8       | 79  |
| 07 | Israel               | Boaz Mauda                        | The fire in your eyes    | 5       | 104 |
| 08 | Rússia               | Dima Bilan                        | Believe                  | 3       | 135 |
| 09 | Moldàvia             | Geta Burlacu                      | A century of love        | 12      | 36  |
| 10 | Montenegro           | Stefan Filipović                  | Zauvijek volim te        | 14      | 23  |
| 11 | Bèlgica              | Ishtar                            | O julissi                | 17      | 16  |
| 12 | Polònia              | Isis Gee                          | For life                 | 10      | 42  |
| 13 | San Marino           | Miodio                            | Complice                 | 19      | 5   |
| 14 | Grècia               | Kalomira                          | Secret combination       | 1       | 156 |
| 15 | Estònia              | Kreisiraadio                      | Leto svet                | 18      | 8   |
| 16 | Armènia              | Sirusho                           | Qele qele                | 2       | 139 |
| 17 | Bòsnia i Hercegovina | Elvir Laković                     | Pokušaj                  | 9       | 73  |
| 18 | Països Baixos        | Hind                              | Your heart belongs to me | 13      | 27  |
| 19 | Azerbaidjan          | Elnur Hüseynov y Samir Javadzadeh | Day after day            | 6       | 96  |

### Segona semifinal. 22 de maig de 2008
| Nº | País             | Intérpret(s)                 | Cançó               | Posició | Punts |
| -- | ---------------- | ---------------------------- | ------------------- | ------- | ----- |
| 1  | Xipre            | Evdokia Kadi                 | Femme fatale        | 15      | 36    |
| 2  | Geòrgia          | Diana Gurtskaya              | Peace will come     | 5       | 107   |
| 3  | Lituània         | Jeronimas Milius             | Nomads in the night | 16      | 30    |
| 4  | Suïssa           | Paolo Meneguzzi              | Era stupendo        | 13      | 47    |
| 5  | Islàndia         | Eurobandið                   | This is my life     | 8       | 68    |
| 6  | Letònia          | Pirates of the Sea           | Wolves of the sea   | 6       | 86    |
| 7  | Turquia          | Mor ve Ötesi                 | Deli                | 7       | 85    |
| 8  | ARI de Macedònia | Tamara, Vrčak i Adrian Gaxha | Let me love you     | 10      | 64    |
| 9  | Suècia           | Charlotte Perrelli           | Hero                | 12      | 54    |
| 10 | Bulgària         | Deep Zone y Balthazar        | DJ, take me away    | 11      | 56    |
| 11 | Croàcia          | Kraljevi Ulice y 75 cents    | Romanca             | 4       | 112   |
| 12 | Hongria          | Csézy                        | Candlelight         | 19      | 6     |
| 13 | Dinamarca        | Simon Mathew                 | All night long      | 3       | 112   |
| 14 | Albània          | Olta Boka                    | Zemrën lamë peng    | 9       | 67    |
| 15 | Ucraïna          | Ani Lorak                    | Shady lady          | 1       | 152   |
| 16 | Portugal         | Vânia Fernandes              | Senhora do mar      | 2       | 120   |
| 17 | Txèquia          | Tereza Kerndlová             | Have some fun       | 18      | 9     |
| 18 | Belarús          | Ruslan Alekhno               | Hasta la vista      | 17      | 27    |
| 19 | Malta            | Morena                       | Vodka               | 14      | 38    |

## Final. 24 de maig de 2008

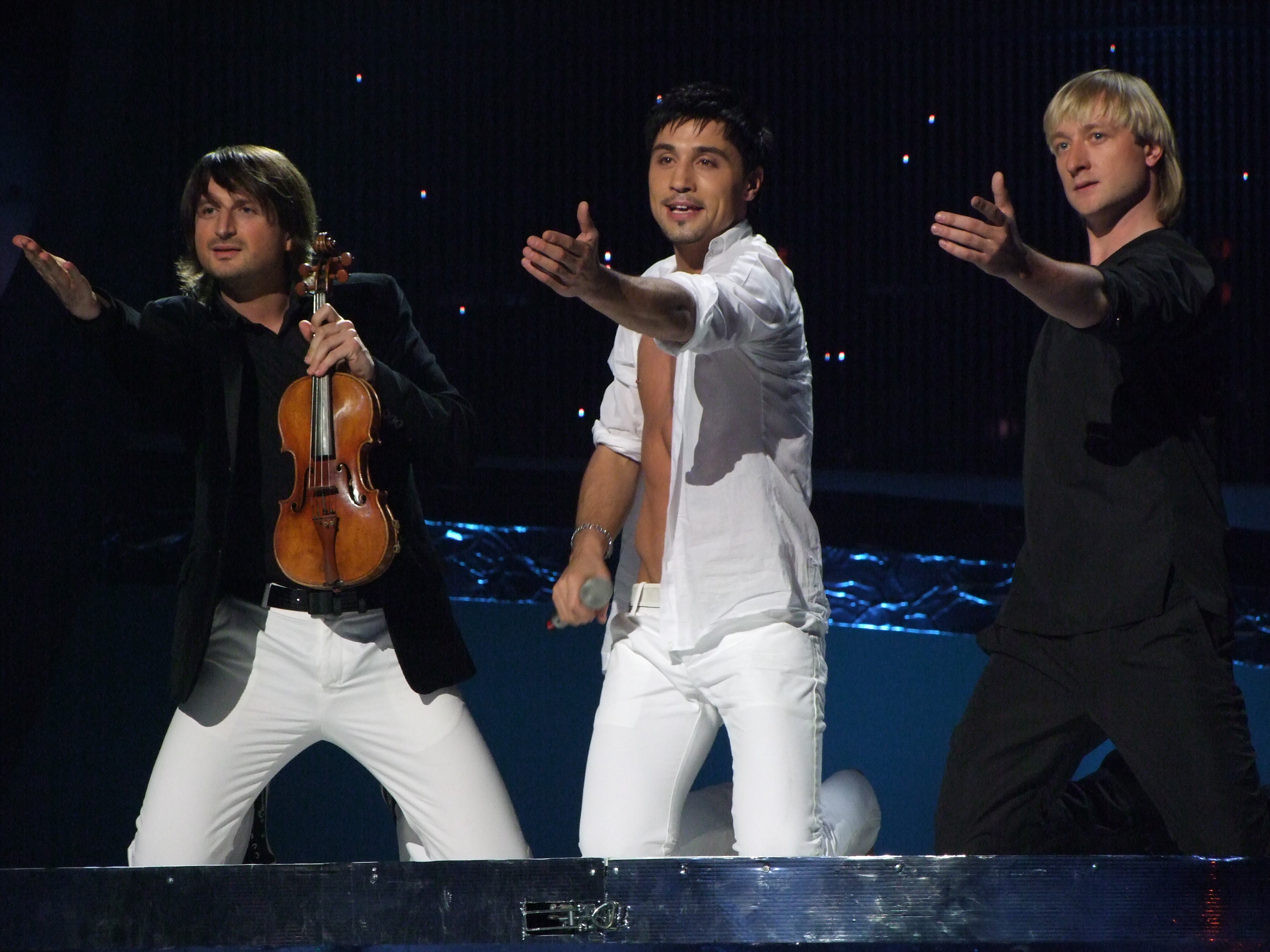
Dima Bilan guanyador del festival de 2008 amb la cançó "Believe", aconseguint 272 punts.
RUS

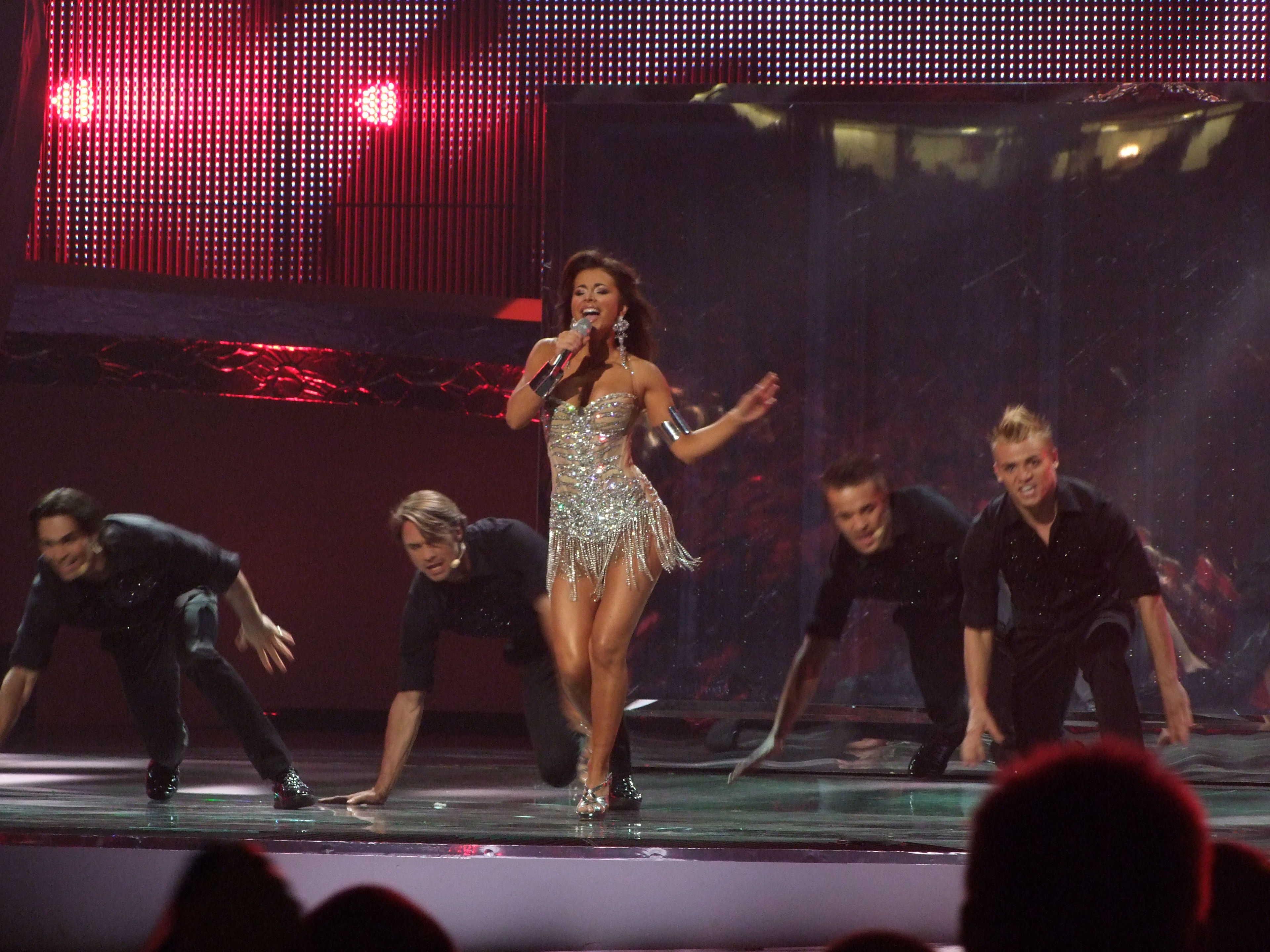
Ani Lorak va obtenir 230 punts i la 2ª posició amb la cançó "Shady lady".
UKR

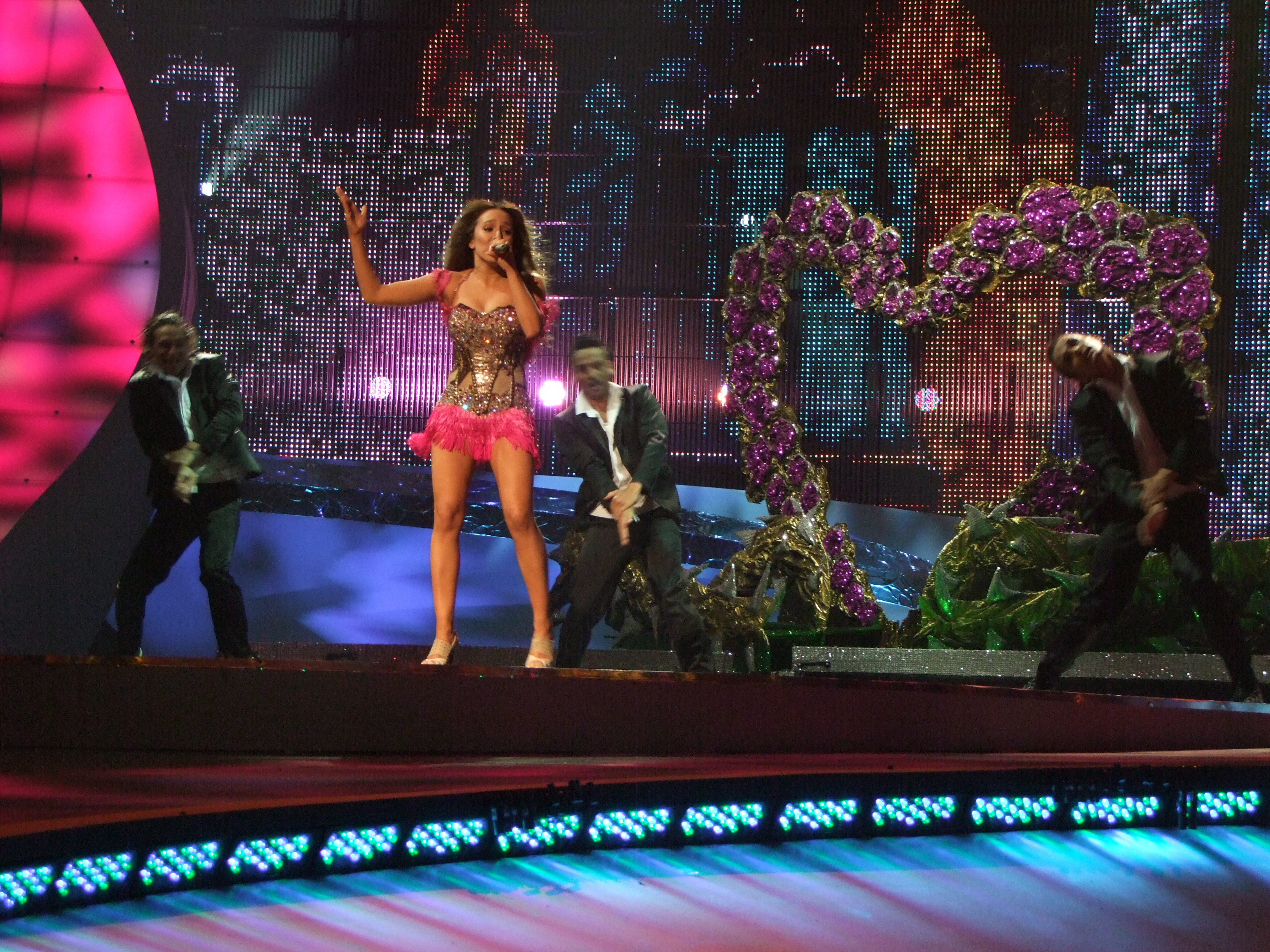
Kalomira va aconseguir la 3ª posició amb 212 punts amb la cançó "Secret combination"
GRE

| Nº | País                 | Intérpret(s)                      | Cançó                  | Posició | Punts |
| -- | -------------------- | --------------------------------- | ---------------------- | ------- | ----- |
| 1  | Polònia              | Isis Gee                          | For life               | 24      | 14    |
| 2  | Bòsnia i Hercegovina | Elvir Laković                     | Pokušaj                | 10      | 110   |
| 3  | Turquia              | Mor ve Ötesi                      | Deli                   | 7       | 137   |
| 4  | Israel               | Boaz Mauda                        | The fire in your eyes  | 9       | 124   |
| 5  | França               | Sébastien Tellier                 | Divine                 | 19      | 47    |
| 6  | Noruega              | Maria Haukaas Storeng             | Hold on, be strong     | 5       | 182   |
| 7  | Romania              | Nico y Vlad Miriţă                | Pe-o margine de lume   | 20      | 45    |
| 8  | Geòrgia              | Diana Gurtskaya                   | Peace will come        | 11      | 83    |
| 9  | Regne Unit           | Andy Abraham                      | Even if                | 25      | 14    |
| 10 | Dinamarca            | Simon Mathew                      | All night long         | 15      | 60    |
| 11 | Portugal             | Vânia Fernandes                   | Senhora do mar         | 13      | 69    |
| 12 | Armènia              | Sirusho                           | Qele qele              | 4       | 199   |
| 13 | Ucraïna              | Ani Lorak                         | Shady lady             | 2       | 230   |
| 14 | Alemanya             | No Angels                         | Disappear              | 23      | 14    |
| 15 | Azerbaidjan          | Elnur Hüseynov y Samir Javadzadeh | Day after day          | 8       | 132   |
| 16 | Suècia               | Charlotte Perrelli                | Hero                   | 18      | 47    |
| 17 | Grècia               | Kalomira                          | Secret combination     | 3       | 218   |
| 18 | Letònia              | Pirates of the Sea                | Wolves of the sea      | 12      | 83    |
| 19 | Albània              | Olta Boka                         | Zemrën lamë peng       | 16      | 55    |
| 20 | Islàndia             | Eurobandið                        | This is my life        | 14      | 64    |
| 21 | Croàcia              | Kraljevi Ulice y 75 cents         | Romanca                | 21      | 44    |
| 22 | Espanya              | Rodolfo Chikilicuatre             | Baila el Chiki-chiki   | 17      | 55    |
| 23 | Finlàndia            | Teräsbetoni                       | Missä miehet ratsastaa | 22      | 35    |
| 24 | Rússia               | Dima Bilan                        | Believe                | 1       | 272   |
| 25 | Sèrbia               | Jelena Tomašević feat. Bora Dugić | Oro                    | 6       | 160   |

### Ordre de votació
| Ordre de votació | Ordre de votació | Ordre de votació | Ordre de votació |
| --- | --- | --- | --- |
| 1. Regne Unit · 2. Polònia · 3. Azerbaidjan · 4. Bòsnia i Hercegovina · 5. Finlàndia · 6. Malta · 7. Bulgària · 8. Moldàvia · 9. Belarús · 10. Albània · 11. Suècia | 12. Portugal · 13. Rússia · 14. Bèlgica · 15. Letònia · 16. Txèquia · 17. Irlanda · 18. Turquia · 19. San Marino · 20. Xipre · 21. Països Baixos · 22. Ucraïna | 23. França · 24. ARI de Macedònia · 25. Montenegro · 26. Romania · 27. Eslovènia · 28. Lituània · 29. Islàndia · 30. Sèrbia · 31. Grècia · 32. Geòrgia · 33. Noruega | 34. Estònia · 35. Hongria · 36. Israel · 37. Alemanya · 38. Suïssa · 39. Andorra · 40. Armènia · 41. Espanya · 42. Croàcia · 43. Dinamarca |

### Màximes puntuacions
Després de la votació, els països que van rebre 12 punts a la Final van ser:
| N. | A                    | De                                            |
| -- | -------------------- | --------------------------------------------- |
| 8  | Armènia              | FRA · GEO · GRE · POL · CZE · RUS · NED · BEL |
| 7  | Rússia               | EST · LAT · LTU · ARM · UKR · BLR · ISR       |
| 6  | Grècia               | DEU · ALB · GBR · CYP · ROU                   |
| 4  | Sèrbia               | SUI · SVN · MNE · BIH                         |
| 2  | Azerbaidjan          | HUN · TUR                                     |
| 2  | Bòsnia i Hercegovina | SRB · CRO                                     |
| 2  | Dinamarca            | ISL · NOR                                     |
| 2  | Noruega              | FIN · SWE                                     |
| 2  | Romania              | ESP · MDA                                     |
| 1  | Albània              | MKD                                           |
| 1  | Alemanya             | BUL                                           |
| 1  | Espanya              | AND                                           |
| 1  | Islàndia             | DEN                                           |
| 1  | Letònia              | IRL                                           |
| 1  | Suècia               | MLT                                           |
| 1  | Turquia              | AZE                                           |
| 1  | Ucraïna              | POR                                           |